# Подводные лодки типа «Калев»
Подводные лодки типа «Ка́лев» — серия из двух подводных минных заградителей, построенных в Великобритании для ВМС Эстонии в 1935—1936 годах. Вскоре после присоединения Эстонии к СССР субмарины были реквизированы и зачислены в состав Балтийского флота. Лодки типа «Калев» принимали активное участие в Великой Отечественной войне, совершив 9 походов и выставив более сотни мин.

## История создания
В конце декабря 1918 года миноносцы Советского Балтийского флота «Спартак» и «Автроил» были захвачены английскими кораблями неподалёку от Ревеля. Их доставили в Ревель и передали Эстонии. Под именами «Леннук» и «Вамбола» они прослужили в эстонском флоте несколько лет, после чего были проданы Перу, а полученные деньги были потрачены на постройку двух современных подводных лодок. Вырученных денег не хватало, поэтому недостающая сумма была выделена из государственного бюджета, причём эти дополнительные расходы были компенсированы путём введения специального налога. Заказ выполнила английская фирма «Виккерс-Армстронг». Лодки были построены в городе Барроу-ин-Фернесс, графство Камбрия, Великобритания. Строительство было начато в мае 1935 года, а 7 июля 1936 года обе лодки были спущены на воду и, после достройки, переданы Эстонии.

### Представители
| Название | Фотография                   | Заложена | Спуск на воду | Окончание службы                  |
| -------- | ---------------------------- | -------- | ------------- | --------------------------------- |
| «Калев»  | Калев на довоенной открытке  | май 1935 | 7 июля 1936   | Пропал без вести в ноябре 1941    |
| «Лембит» | Лембит на довоенной открытке | май 1935 | 7 июля 1936   | с 1979 музейный корабль в Таллине |

## Конструкция
Лодки были построены в Великобритании и являлись вариацией британского класса «S». Они сильно отличались по конструкции и характеристикам от советских проектов того периода. Меньшие по сравнению с советскими проектами максимальная глубина погружения (70 метров) и автономность (20 суток) компенсировались развитой системой гидравлики, упрощавшей управление. Имея среднее для того времени водоизмещение и вооружение, лодки были отнесены к классу кораблей второго ранга.

### Корпус
Подводные лодки типа «Калев» были выполнены по полуторакорпусной конструкции, с большими булями в средней части. Лодки имели специальный ледовый пояс обшивки, а форштевень был выполнен из литой стальной конструкции, что позволяло лодкам уверенно плавать среди льдов в надводном положении. Надводное нормальное водоизмещение кораблей составляло 665,5 т, подводное — 853,4 т.
Корпус лодки делился переборками на пять отсеков:
1 отсек — торпедный и жилой.
2 отсек — офицерская кают-компания, койки офицеров, каюта командира, аккумуляторы.
3 отсек — центральный пост управления, радиорубка, гидроакустическое оборудование, камбуз, несколько коек, аккумуляторы.
4 отсек — ходовые дизели и электромоторы.
5 отсек — механизмы управления рулями и другие агрегаты, жилое помещения для старшин групп.
В первом и пятом отсеках имелись специальные люки для аварийного выхода из лодки. При невозможности всплытия корабля могло быть использовано крайняя мера, возможная в Советском флоте того времени только на лодках типа «Калев»: сброс аварийного киля, при котором лодка сильно облегчалась. После сброса аварийного киля корабль всплывает, но лишается возможности подводного плавания. До применения этого средства на практике дело не дошло.

### Вооружение
Лодки типа «Калев» являлись торпедно-минными. Торпедное вооружение включало четыре носовых торпедных аппарата калибра 533 мм (21″) с торпедами в аппаратах, и четыре запасные торпеды к ним. Минное вооружение состояло из двадцати морских якорных мин английского образца, размещённых в минных шахтах, находящихся в булях. С каждого борта размещалось по пять шахт вместимостью по две мины. Конструкция минного устройства позволяла выставлять мины и из надводного, и из подводного положения.
Для противовоздушной обороны каждая лодка имела расположенную в специальной герметичной шахте автоматическую пушку системы «Бофорс» калибра 40 мм. Перед стрельбой пушка поднималась из шахты на специальной платформе. Для подготовки к стрельбе требовалось не более 90 секунд. Также на лодках имелось по одному пулемёту типа «Льюис» калибра .303 (7,7 мм).

## История службы

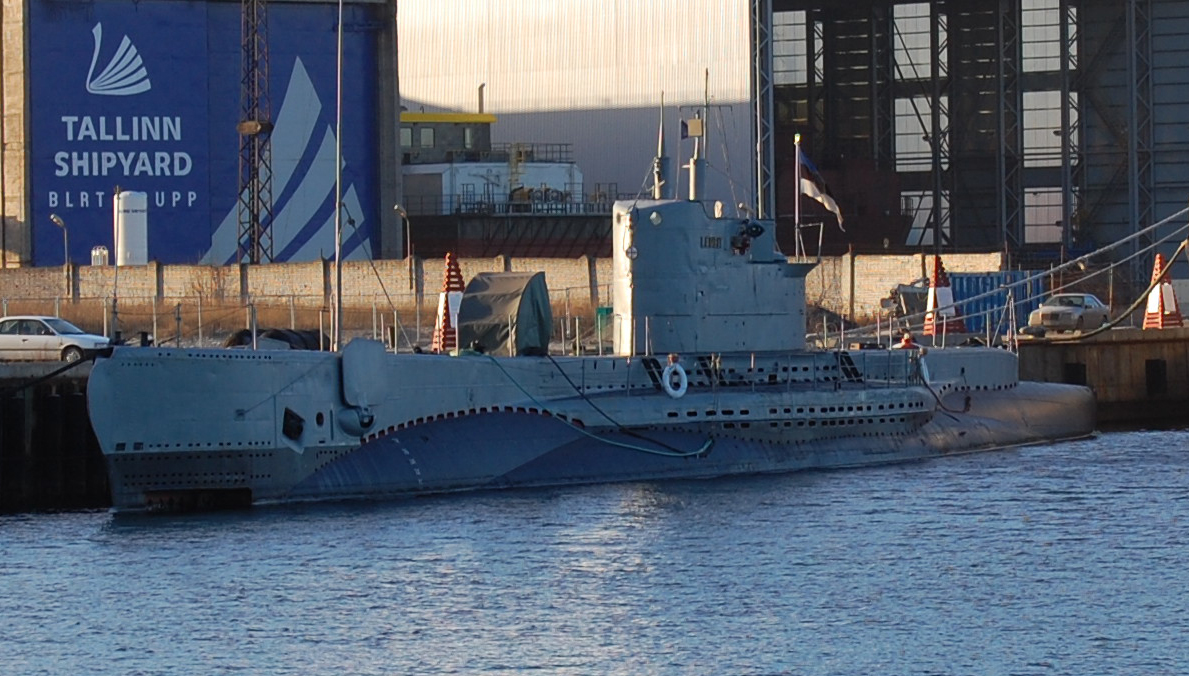
«Лембит» под эстонским флагом в качестве музея. Таллин, 2006 год.

В мае 1937 года оба корабля вошли в состав ВМС Эстонии, получив имена «Ка́лев», в честь великана — персонажа эстонских легенд, и «Лембит», по имени древнего национального героя, старейшины земли Сакала, возглавившего борьбу народа эстов против тевтонских феодалов во время их вторжения в Эстонию в XIII веке.
19 августа 1940 года на реквизированных лодках были подняты советские военно-морские флаги: «Калев» и «Лембит» вошли в состав Балтийского флота. Их имена, напоминающие о прошлом и дорогие эстонскому народу, были сохранены.
Во время войны судьбы двух лодок сложились по-разному:
- «Калев» совершил два боевых похода и выполнил одну постановку в 10 мин, после чего при выполнении спецоперации пропал без вести в октябре 1941 года. По некоторым источникам, на его минах подорвались два судна. Сам «Калев» считается погибшим на мине в районе острова Прангли.

- «Лембит» за годы войны совершил семь боевых походов, пять минных постановок (100 мин), потопив, по разным оценкам, от 4 до 21 судов и кораблей. После войны с 1946 года служил в качестве учебной подлодки, потом, с 1955 года — в качестве учебно-тренировочной станции. С 1957 по 1979 год лодка была в аренде у завода «Красное Сормово» в Горьком. 28 августа 1979 года «Лембит» перевели в Таллин, и после ремонта, 5 августа 1985 года лодка была установлена в качестве музея-мемориала в Пирита (Таллин).